# Volver - Tornare
Volver - Tornare (Volver) è un film spagnolo del 2006 scritto e diretto da Pedro Almodóvar.
Presentato in concorso al Festival di Cannes 2006, ha vinto il premio per la migliore sceneggiatura e per la migliore interpretazione femminile assegnato al gruppo di attrici protagoniste (Penélope Cruz, Carmen Maura, Lola Dueñas, Chus Lampreave, Yohana Cobo, Blanca Portillo).

## Trama
Le sorelle Raimunda e Sole abitano a Madrid, ma vengono da un paese della Mancia, dove vivevano con la loro amica Agustina e la zia Paula, anziana e malandata, alla quale Raimunda è molto affezionata. I genitori risultano morti in un incendio quattro anni prima. Quando Agustina telefona a Sole per comunicare la morte della zia, lei chiama la sorella, che è però alle prese con un problema più urgente: la figlia adolescente, Paula, ha ucciso Paco, marito di Raimunda e suo patrigno, per difendersi da un tentativo di violenza.
Mentre madre e figlia nascondono il cadavere all'insaputa di tutti, Sole si reca da sola al funerale della zia, dove viene a conoscenza dalle voci di paese relative a fenomeni paranormali connessi con lo spirito di Irene, sua madre, che alcune donne del paese riferiscono di aver visto. Di ritorno a Madrid, Sole scopre che la madre è tornata insieme a lei, nascosta nel bagagliaio dell'auto. La donna, che non si comporta affatto come un fantasma, si installa a casa di Sole sotto la falsa identità di un'immigrata russa.
Nel frattempo, Emilio, il titolare di un ristorante presso il quale Raimunda aveva lavorato e che ora ha intenzione di vendere, le lascia le chiavi del locale affinché possa mostrarlo ad eventuali acquirenti interessati. Raimunda inizia così un'attività di ristorazione non autorizzata, cucinando per una troupe cinematografica che sta girando un film nei dintorni, e fa sparire il cadavere del marito, che aveva nascosto nel congelatore del ristorante. Agustina scopre di essere ammalata di cancro e le chiede un ultimo favore: scoprire dove è sua madre, scomparsa lo stesso giorno dei genitori delle due sorelle; secondo lei Raimunda potrebbe interrogare il fantasma di Irene. Insospettita dalle ripetute allusioni, Raimunda si reca a casa di Sole per confrontarsi con la sorella, la quale, dopo molte esitazioni, le rivela la presenza della madre.
Solo a questo punto, nel dialogo fra madre e figlia, il pubblico conosce il retroscena: quattro anni prima Irene aveva saputo che suo marito aveva abusato di Raimunda, fatto dal quale era nata la figlia Paula. Pazza di dolore, si era recata nel capanno per affrontarlo e l'aveva trovato che dormiva con la madre di Agustina; decise quindi di dare fuoco al capanno, uccidendoli entrambi. Tornata in paese, dove tutti la credevano morta nell'incendio, si era nascosta in casa di sua sorella e l'aveva curata fino alla morte. Sciolti tutti i dubbi e riconciliatasi con le figlie, alla fine del film Irene decide di tornare al paese, per espiare le sue colpe prendendosi cura di Agustina.

## Produzione
In diverse interviste il regista ha dichiarato di aver attinto ai ricordi della sua infanzia e di essersi ispirato a un suo precedente film, Il fiore del mio segreto, in cui la protagonista scrive un romanzo che, dopo essere stato rifiutato dalla casa editrice, viene rubato e adattato a sceneggiatura: dalla trama di questo romanzo nasce Volver.
Le riprese iniziarono a giugno 2005 per concludersi nell'ottobre dello stesso anno. Nella prima scena ambientata al cimitero il regista ha scelto proprio quello del suo villaggio natale mentre la maggior parte delle riprese ebbe luogo nella città di Puertollano scelta anche per l'anteprima nazionale della pellicola. 
Per questa pellicola Almodóvar è tornato a collaborare con la sua prima musa, l'attrice Carmen Maura, dopo anni di silenzio da entrambe le parti. Durante la lavorazione non ci furoni incidenti o incomprensioni tra i due ma successivamente, quando era iniziata la promozione i rapporti si incrinarono nuovamente. La pellicola segna l'ottava e ultima collaborazione tra il regista e Maura.

## Accoglienza
Il film ha ricevuto generalmente un'accoglienza positiva. Su Cinematografo il critico Enrico Magrelli scrive che in questo lungometraggio "le emozioni forti e laceranti sono controllate da uno stile sobrio, asciutto, suadente, depurato", così come Luca Pacilio che su Spietati nota che "il passato torna dunque in questo romanzone che è l'opera tutta dello spagnolo e non può che assumere le fattezze dell'antico feticcio del regista". Più critico il commento di Simone Emiliani su Sentieri Selvaggi che non l'apprezza perché: "È quindi un film molto, anche troppo denso Volver. Ma questa sua densità gli impedisce di esplodere, di divampare".

## Riconoscimenti
- 2007 - Premio Oscar
  - Candidatura alla migliore attrice protagonista a Penélope Cruz
- 2006 - Festival di Cannes
  - Migliore sceneggiatura a Pedro Almodóvar
  - Miglior interpretazione femminile a Penélope Cruz, Carmen Maura, Lola Dueñas, Chus Lampreave, Yohana Cobo e Blanca Portillo
  - Candidatura alla Palma d'oro a Pedro Almodóvar
- 2007 - Golden Globe
  - Candidatura alla migliore attrice in un film drammatico a Penélope Cruz
  - Candidatura al miglior film straniero (Spagna)
- 2007 - Premio BAFTA
  - Candidatura al miglior film straniero (Spagna)
  - Candidatura alla migliore attrice protagonista a Penélope Cruz
- 2007 - Premio Goya
  - Miglior film
  - Miglior regista a Pedro Almodóvar
  - Migliore attrice protagonista a Penélope Cruz
  - Migliore attrice non protagonista a Carmen Maura
  - Miglior colonna sonora a Alberto Iglesias
  - Candidatura alla migliore attrice non protagonista a Blanca Portillo
  - Candidatura alla migliore attrice non protagonista a Lola Dueñas
  - Candidatura alla migliore sceneggiatura originale a Pedro Almodóvar
  - Candidatura alla miglior produzione a Toni Novella
  - Candidatura alla miglior fotografia a José Luis Alcaine
  - Candidatura alla miglior scenografia a Salvador Parra
  - Candidatura ai miglior costumi a Bina Daigeler
  - Candidatura al miglior trucco e acconciatura a Ana Lozano e Máximo Gattabrusi
  - Candidatura al miglior sonoro a Miguel Rejas, José Antonio Bermúdez, Manuel Laguna e Diego Garrido
- 2006 - Satellite Award
  - Miglior film straniero (Spagna)
  - Candidatura alla miglior attrice in un film drammatico a Penélope Cruz
  - Candidatura al miglior regista a Pedro Almodóvar
  - Candidatura al miglior sceneggiatura originale a Pedro Almodóvar

- 2006 - European Film Awards
  - Migliore attrice a Penélope Cruz
  - Miglior regista a Pedro Almodóvar
  - Miglior fotografia a José Luis Alcaine
  - Miglior colonna sonora a Alberto Iglesias
  - Premio del pubblico al miglior film europeo (Spagna)
  - Candidatura al miglior film (Spagna)
  - Candidatura alla miglior sceneggiatura a Pedro Almodóvar
- 2007 - David di Donatello
  - Candidatura al miglior film dell'Unione europea (Spagna)
- 2007 - Nastro d'argento
  - Migliore film europeo (Spagna)
- 2007 - Globo d'oro
  - Miglior distributore alla Warner Bros.
  - Miglior Film Europeo a Pedro Almodóvar
- 2006 - Premio Gianni Di Venanzo
  - Miglior fotografia straniera a José Luis Alcaine
- 2007 - Premio César
  - Candidatura al miglior film straniero (Spagna)
- 2006 - National Board of Review Awards
  - Miglior film straniero (Spagna)